# 尹承武
尹承武（1973年5月—），男，中华人民共和国外交官，现任中华人民共和国驻利比里亚共和国特命全权大使。

## 生平
尹承武曾任驻塞拉利昂大使馆政务参赞兼首席馆员、外交部北美大洋洲司参赞、驻美国大使馆公使衔参赞兼政研处负责人。2023年9月，出任中华人民共和国驻利比里亚大使。